# 习溪桥街道
习溪桥街道，是中华人民共和国江西省吉安市吉州区下辖的一个乡镇级行政单位。

## 行政区划
习溪桥街道下辖以下地区：
上阳明路社区、习溪桥社区、书街社区、长岗岭社区、广场社区、友谊社区和正丙角社区。